# Uda (keizer)
Keizer Uda (宇多天皇, Uda-tennō, 10 juni 867 – 3 september 931) was de 59e keizer van Japan volgens de traditionele opvolgvolgorde. Hij regeerde volgens de Japanse kalender van de 26e dag van de 8e maand van Ninna 3 (887) tot de 3e dag van de 7e maand van Kanpyō 9 (897).

## Genealogie
Uda’s persoonlijke naam (zijn imina) was Sadami-shinnō. Hij was de derde zoon van keizer Kōkō. Zijn moeder was de weduwe Hanshi, een dochter van prins Nakano. Uda had vijf keizerlijke hofdames en twintig kinderen, waaronder prins Atsumi en prins Atsuzane. Enkele van Uda’s kleinkinderen werden opgenomen in de Minamotoclan.

## Leven
Uda werd net als zijn broers door keizer Kōkō gedegradeerd van prins naar onderdaan om zo de staatsuitgaven te beperken en hun politieke macht te beperken. Pas toen Kōkō zijn opvolger moest aanwijzen kreeg Uda zijn rang van prins terug. Hij werd mede door de steun van Fujiwara no Mototsune, de kampaku van Kōkō, gekozen tot kroonprins.
Nadat Uda tot keizer was gekroond, vroeg Mottosune hem of hij met pensioen mocht gaan. Uda zag dit liever niet gebeuren daar hij zelf nog onervaren was in het regeren van het land, dus bleef Motosune ook Uda’s kampaku.
Uda kreeg het tijdens zijn regeerperiode een paar maal aan de stok met de voormalige keizer Yozei, die geplaagd door zijn psychische aandoening een paar keer het paleis bezocht en daar flink stennis schopte.
Uda stopte met de traditie om ambassadeurs naar China te sturen. In 897 trad hij af ten gunste van zijn oudste zoon, prins Atsuhito. In 900 werd Uda zelf een boeddhistische priester. Zijn nieuwe boeddhistische naam was Kongō Kaku .
Uda stierf uiteindelijk op 65-jarige leeftijd.
* Regent Jingu staat niet op de traditionele lijst.